# Ajesaia
Ajesaia là một câu lạc bộ bóng đá Madagascar được thành lập vào năm 1998 tại Antananarivo, Madagascar. Câu lạc bộ đã từng vô địch Cúp bóng đá Madagascar vào năm 2006, giúp họ tiến vào Siêu cúp bóng đá Madagascar (nơi họ thua 1-0 trước AS Adema) và Cúp Liên đoàn bóng đá châu Phi (nơi họ đánh bại Curepipe Starlight SC tại vòng sơ loại, nhưng thua Ismaily SC ở vòng 1).
Đội bóng có một câu lạc bộ trung chuyển thỏa thuận với SS Saint-Pauloise của Réunion, đội có một thỏa thuận với câu lạc bộ Pháp Olympique Lyonnais.

## Danh hiệu
- THB Champions League: 2

2007, 2009
- Cúp bóng đá Madagascar: 1

2006
- Siêu cúp bóng đá Madagascar: 2

2007, 2009
- Mondial Pupilles de Plomelin (U-13): 1

2005

## Thành tích tại châu Phi
- CAF Champions League: 1 lần

2010 – Vòng sơ loại
- Cúp Liên đoàn bóng đá châu Phi: 1 lần

2007 – Vòng 1